# Skarsnuten
Skarsnuten är en bergstopp i Antarktis. Den ligger i Östantarktis. Norge gör anspråk på området. Toppen på Skarsnuten är 2 280 meter över havet, eller 548 meter över den omgivande terrängen. Bredden vid basen är 2,7 km.
Terrängen runt Skarsnuten är varierad. Trakten är obefolkad. Det finns inga samhällen i närheten. 